# Sortenprüfung

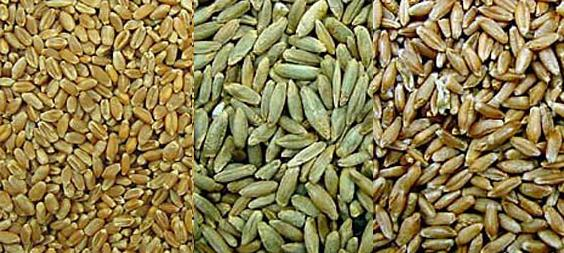
Weizen-, Roggen- und Triticalesaatgut

Die Zulassung/Prüfung einer neuen Pflanzensorte ist verhältnismäßig aufwendig und dauert mehrere Vegetationsperioden. Das Bundessortenamt in Hannover entscheidet, ob die neue Sorte nach dem Saatgutverkehrsgesetz die Sortenzulassung erhält und in die Sortenliste aufgenommen wird. Generell müssen neue Sorten in sich homogen, unterscheidbar von den bisherigen Sorten und beständig sein; dazu kommt bei landwirtschaftlichen Pflanzenarten die Prüfung hinsichtlich „landeskulturellem Wert“ der Neuzüchtung. Die Sorte muss demnach eine Weiterentwicklung bezüglich Ertrag, Inhaltsstoffen, und Krankheitsresistenzen zu den bereits vorhandenen Sorten mit sich bringen. Ausnahmen bestehen bei Gemüse und Gartenpflanzen.
Nach erfolgreicher Prüfung darf die Sorte in Deutschland vertrieben werden. Für das Vertriebsrecht in den anderen Ländern der EU bestehen festgelegte Verfahren zur Aufnahme einer geprüften Sorte in den Europäischen Sortenkatalog, dieser wird vom Europäischen Sortenamt geführt.  
Eine landwirtschaftliche Pflanzensorte wird für 10 Jahre (Rebsorten 20 Jahre) zugelassen. Die Zulassungsperiode kann nach dem Ablauf auf Antrag verlängert werden.